# Duće (ruralna cjelina)
Ruralna cjelina Duće, ruralna cjelina u sklopu današnjeg mjesta Duća, u općini Dugom Ratu.

## Povijest
Duće su zbijeno selo krškog podneblja smješteno uz planinsku kosu iznad obradivih površina. Podijeljene su na dvije cjeline, veću oko crkve sv. Ante i manju na istoku, povezane makadamskim putom. Stambeno-gospodarski sklopovi nižu se u redovima prateći slojnice terena, povezujući prezimenjake. Prizemnice su građene lomljenim kamenom, a starije katnice od grublje obrađenog kamena u vapnenom mortu s dvostrešnim drvenim krovištima pokrivenim kamenom pločom. Jačanjem pojedinih obitelji tijekom 19. stoljeća grade se većinom dvokatnice, građene od bolje klesanog kamena ili ožbukane vapnenom žbukom, uz koje se grupiraju gospodarski objekti tvoreći zaokružene cjeline ili zatvorena dvorišta.

## Zaštita
Pod oznakom Z-4458 zavedena je kao nepokretno kulturno dobro - kulturno-povijesna cjelina, pravna statusa zaštićena kulturnog dobra, klasificirano kao "kulturno-povijesna cjelina".